# Erythemis
Erythemis é um gênero estabelecido por Hermann August Hagen, em 1861, dentro da ordem Odonata, família Libellulidae, composto por dez espécies distribuídas nas zonas Neártica e Neotropical.

## Etimologia
Erythemis – oriunda da junção do grego e̍rythrós, vermelho; e θέμις, Themis, deusa grega da ordem e da justiça. Presume-se que Hagen escolheu Themis, tanto para respeitar a moda vigente à época, que consistia em dar um nome relacionado à mitologia, quanto por ser particularmente bem adaptada à taxonomia, a ciência que visa descrever, ordenar e classificar famílias, gêneros e espécies. O qualificador vermelho, se explica pelo fato de Hagen ter incluído neste novo gênero três espécies cujos abdômens masculinos são vermelhos ou ferruginosos.

## Espécies
- Erythemis attala (Selys, 1857)
- Erythemis carmelita (Williamson, 1923)
- Erythemis collocata (Hagen, 1861)
- Erythemis credula (Hagen, 1861)
- Erythemis haematogastra (Burmeister, 1839)
- Erythemis mithroides (Brauer, 1900)
- Erythemis peruviana (Rambur, 1842)
- Erythemis plebeja (Burmeister, 1839)
- Erythemis simplicicollis  (Say, 1839)
- Erythemis vesiculosa (Fabricius, 1775)

## Distribuição geográfica
Erythemis (Hagen, 1861) está distribuído por toda a América. As espécies E. attala (Selys, 1857), E. mithroides (Brauer, 1900), E. peruviana (Rambur, 1842), E. plebeja (Burmeister, 1839) e E. vesiculosa (Fabricius, 1775) ocorrem em todos os continentes americanos, enquanto E. credula (Hagen, 1861) e E. haematogastra (Burmeister, 1839) são restritas à América do Sul e Central. E. carmelita (Williamson, 1923) é encontrada na Colômbia, Peru, Venezuela, Brasil e Panamá. E. simplicicollis (Say, 1839) distribui-se pelo México, América Central e América do Norte, enquanto E. collocata (Hagen, 1861) está restrita à América do Norte.

## Sistemática e taxonomia
Erythemis (Odonata: Anisoptera: Libellulidae) foi incluído em algumas análises filogenéticas de espécies de famílias e subfamílias que demonstraram sua relação com gêneros como Perithemis Hagen, 1861, Rhodopygia (Kirby, 1889) e Sympetrum (Newman, 1833).
Atualmente, a taxonomia do grupo baseia-se em características do tórax, fêmur posterior, genitália e asas. No entanto, é possível confundir grupos de espécies como E. attala, E. plebeja e E. credula, situação que se repete para E. haematogastra, E. carmelita e E. mithroides' , e para E. simplicicollis, E. collocata e E. vesiculosa. A complexidade e a ambiguidade de alguns dos caracteres propostos levaram à sua revisão cuidadosa, recodificando-os e avaliando seu valor taxonômico. As informações encontradas foram úteis na separação de espécies dentro do gênero. Vinte e cinco caracteres de venação alar, nove caracteres de genitália, 62 caracteres de coloração e 14 relacionados ao tórax, cercos e pernas foram analisados. O sinal filogenético desses sistemas de caracteres foi comparado por meio do rastreamento de caracteres e da comparação do índice de retenção das árvores de consenso obtidas nas análises particionadas e de evidência total. Dos 109 caracteres analisados, apenas nove são homólogos. O sistema de caracteres Tórax-Pernas-Abdome e o sistema de genitália apresentaram o maior sinal filogenético nas análises particionadas, enquanto na análise de evidência total, os sistemas com maior sinal filogenético foram os sistemas de venação alar e genitália. Esses achados sugerem que Erythemis não é um grupo natural, uma vez que uma recodificação do caráter relacionado à estrutura femoral posterior mostrou que ele é compartilhado por Erythemis e os gêneros Rhodopygia, Perithemis e Libellula e que os caracteres da genitália, diferentemente do que é proposto na literatura, fornecem um sinal filogenético maior do que outros sistemas.

## Etologia
Libélulas deste gênero são territoriais e toleram bem altas temperaturas. Os machos exibem sinais constantes de agressão heteroespecífica enquanto procuram parceiros e alimento.